# Primera Fuerza 1908/09

Jorge Gómez de Parada gilt als der erste mexikanische Fußballspieler. In der Saison 1908/09 wurde er Meister mit dem Reforma AC und zudem Torschützenkönig der Liga.

Die Saison 1908/09 war die siebte Spielzeit der in Mexiko eingeführten Fußball-Liga, die in der Anfangszeit unter dem Begriff Primera Fuerza firmierte. Es war die neben der Saison 1911/12 einzige Spielzeit, in der nur drei Mannschaften um die Meisterschaft spielten.

## Teilnehmer
| Mannschaft            | Stadt           | Sportplatz |
| --------------------- | --------------- | --- |
| British Club          | Mexiko-Stadt    | Das Heimspiel gegen Pachuca wurde auf dem Campo del Reforma Athletic Club II in Chapultepec und das Heimspiel gegen den Reforma AC auf dem Campo del México Country Club in Churubusco ausgetragen. |
| Pachuca Athletic Club | Pachuca de Soto | Campo del Velódromo |
| Reforma Athletic Club | Mexiko-Stadt    | Campo del Reforma Athletic Club II |

## Veränderungen
Nach der Saison 1907/08 zog sich die Mannschaft des México Fútbol Club aus der Liga zurück, so dass die Meisterschaft erstmals mit nur drei Mannschaften ausgetragen wurde.

## Saisonverlauf
Das erste Spiel fand am 11. Oktober 1908 zwischen dem Reforma Athletic Club und dem Pachuca Athletic Club statt und wurde vom späteren Meister RAC mit 3:0 gewonnen. In der letzten Begegnung, die am 1. Januar 1909 ausgetragen wurde, standen sich dieselben Mannschaften auf dem Campo del Velódromo in Pachuca gegenüber. Da der RAC mit nur einem Punkt Vorsprung auf Pachuca anreiste, war es zugleich ein meisterschaftsentscheidendes Spiel; denn bei einem Heimsieg hätte Pachuca seinen zweiten Titel nach 1906 gewonnen, während jedes andere Ergebnis den RAC zum Ziel geführt hätte. Durch das 1:1 gewann der Reforma Athletic Club seinen insgesamt dritten Titel und es war zugleich der Auftakt einer Serie von vier Erfolgen in Serie.

## Abschlusstabelle 1908/09
| Pl. | Verein                | Sp. | S | U | N | Tore    | Diff. | Punkte |
| --- | --------------------- | --- | - | - | - | ------- | ----- | ------ |
| 1.  | Reforma Athletic Club | 4   | 2 | 2 | 0 | 006:100 | +5    | 06:20  |
| 2.  | Pachuca Athletic Club | 4   | 2 | 1 | 1 | 008:500 | +3    | 05:30  |
| 3.  | British Club          | 4   | 0 | 1 | 3 | 001:900 | −8    | 01:70  |

## Kreuztabelle
Die Kreuztabelle stellt die Ergebnisse aller Spiele dieser Saison dar. Die Heimmannschaft ist in der linken Spalte aufgelistet und die Gastmannschaft in der obersten Reihe.
| 1907/08 | 1907/08      | RAC | PAC | BC  |
| 01.     | Reforma AC   |     | 3:0 | 0:0 |
| 02.     | Pachuca AC   | 1:1 |     | 6:1 |
| 03.     | British Club | 0:2 | 0:1 |     |